# Västra Göinge domsagas tingslag
Västra Göinge domsagas tingslag, före 1914 Västra Göinge tingslag  var ett tingslag med en häradsrätt i Kristianstads län.  Tingslaget ingick ifrån 1861 i en domsaga som bara omfattade detta tingslag, Västra Göinge domsaga. Häradsrätten var från 1867 placerad i Hässleholm. Häradsrätten ombildades 1971 till Hässleholms tingsrätt med oförändrad domsaga.

## Administrativ historik
Tingslaget och Västra Göinge härad bildades 1637 och ingick till 1861 i en domsaga bestående av Västra och Östra Göinge härader. Från 1861 var detta tingslag det enda i Västra Göinge domsaga. Häradsrätten bytte vid kommunsammanslagningarna 1952 namn till Västra Göinge domsagas häradsrätt.
1952 övergick Önnestads socken till Östra Göinge domsaga, samtidigt som Hästveda socken överfördes från den domsagan till denna domsaga.
1967 överfördes till denna domkrets från Östra Göinge tingslag: Osby köping
samt Loshults och Örkeneds landskommuner. 1969 överfördes Tjörnarps socken till Frosta och Eslövs domsagas tingslag.